# 塚原あゆ子
塚原 あゆ子（つかはら あゆこ）は、日本のテレビドラマ演出家、プロデューサー、映画監督。TBSスパークル（旧ドリマックス・テレビジョン）エンタテインメント本部ドラマ映画部所属・エグゼクティブクリエイター職。

## 経歴・人物
埼玉県久喜市出身。淑徳与野高等学校、千葉大学文学部文学科卒業。1997年木下プロダクション（ドリマックス→TBSスパークルの前身）に入社、10年間の助監督経験を経てプロデューサー、監督となる。既婚。
自身の演出手法としては「細かく指示するというよりは、“場”を用意したうえで、俳優さんに自由にやっていただくタイプかなと思っています。」とインタビューで述べている。
2021年、『MIU404』の演出によって芸術選奨新人賞放送部門を受賞。

## 受賞歴
- 2014年
  - 第83回ザテレビジョンドラマアカデミー賞 監督賞（山本剛義・阿南昭宏と共に）『Nのために』[6]
- 2015年
  - 第1回大山勝美賞[7]
- 2018年
  - 第96回ザテレビジョンドラマアカデミー賞 監督賞（竹村謙太郎、村尾嘉昭と共に)『アンナチュラル』[8]
  - 東京ドラマアウォード2018 演出賞『アンナチュラル』[9]
- 2020年
  - 第103回ザテレビジョンドラマアカデミー賞 監督賞（山室大輔・青山貴洋と共に）『グランメゾン東京』[10]
  - 東京ドラマアウォード2020 演出賞『グランメゾン東京』[11]
- 2021年
  - 芸術選奨新人賞 放送部門『MIU404』[5][12]
  - 第110回ザテレビジョンドラマアカデミー賞 監督賞（山本剛義、村尾嘉昭と共に）『最愛』[13]
- 2022年
  - 東京ドラマアウォード2022 演出賞『最愛』[14]
  - 第113回ザテレビジョンドラマアカデミー賞 監督賞（山本剛義と共に）『石子と羽男-そんなコトで訴えます?-』[15]
- 2023年
  - 第118回ザテレビジョンドラマアカデミー賞 監督賞（山室大輔・濱野大輝・棚澤孝義と共に）『下剋上球児』[16]
- 2024年
  - 第49回報知映画賞 監督賞『ラストマイル』[17]
- 2025年
  - 第48回日本アカデミー賞 優秀監督賞（『ラストマイル』）[18]
  - 第122回ザテレビジョンドラマアカデミー賞 監督賞（福田亮介・林啓史・府川亮介と共に）『海に眠るダイヤモンド』[19]

## 作品
特記以外TBSテレビ

### ドラマ
★はメイン演出。
- ラブ・アゲイン（1998年、制作進行）
- 月曜ドラマスペシャル「プロデューサー麻生一平の事件ファイル」（1998年、助監督）
- ニュースキャスター 霞涼子（テレビ朝日、1999年、演出補）
- 高校教師（2003年、演出補）
- 新しい風（2004年、演出補）
- 水曜プレミア「がんばらないII」（2004年、演出補）
- TBSテレビ放送50周年スペシャルドラマ「青春の門-筑豊篇-」（2005年、演出補）
- 夢で逢いましょう（2005年、演出デビュー作[4]）
- 水曜プレミア ドラマ特別企画「獄窓記」（2005年、演出補）
- ブラザー☆ビート（2005年、演出補）
- ケータイ刑事 銭形雷（2006年、演出）
  - 1stシーズン
  - 2ndシーズン
- 弁護士のくず（2006年、演出補）
- 砂時計（2007年、演出）
- 山田太郎ものがたり（2007年、演出補）
- 「奇跡のドラマスペシャル ミラクルボイス」（2008年、インフォマーシャル演出）
- だいすき!!（2008年、演出）
- 大好き!五つ子2008（2008年、演出）
- ふたつのスピカ（NHK、2009年、演出）
- 三代目明智小五郎〜今日も明智が殺される〜（2010年、演出・プロデュース）
- CO 移植コーディネーター（WOWOW、2011年、演出・プロデュース）
- ラストマネー -愛の値段-（NHK、2011年、演出・プロデュース）★
- 宮部みゆき・4週連続 “極上”ミステリー（2012年、プロデュース）
  - 第一夜「理由」
  - 第二夜「スナーク狩り」
  - 最終夜「レベル7」
- 夜行観覧車（2013年、演出）★
- 名もなき毒（2013年、演出）★
- リミット（テレビ東京、2013年、演出・プロデュース）★
- 今夜は心だけ抱いて（NHK BSプレミアム、2014年、演出）★
- アリスの棘（2014年4月11日 - 6月13日、演出）★
- Nのために（2014年10月17日 - 12月9日、演出）★
- セカンドラブ（テレビ朝日、2015年2月6日 - 3月20日、演出）★
- マザー・ゲーム〜彼女たちの階級〜（2015年4月14日 - 6月16日、演出）★
- ナポレオンの村（2015年7月19日 - 9月20日、演出）
- 結婚式の前日に（2015年10月13日 - 12月15日、演出）★
- 重版出来!（2016年4月12日 - 6月14日、演出）
- 私 結婚できないんじゃなくて、しないんです（2016年4月15日 - 6月17日、演出）★
- 砂の塔〜知りすぎた隣人（2016年10月14日 - 10月16日、演出）★[20]
- リバース（2017年4月14日 - 6月16日、演出）★
- アンナチュラル（2018年1月12日 - 3月16日、演出）★[21]
- テレビ東京開局55周年特別企画ドラマスペシャル「Aではない君と」（2018年、テレビ東京、演出）★[22]
- 中学聖日記（2018年10月9日 - 12月18日、演出）[23]
- THE GOOD WIFE / グッドワイフ（2019年1月13日 - 3月17日、演出）★
- グランメゾン東京（2019年10月20日 - 12月29日、演出）★
- MIU404（2020年6月26日 - 9月4日、演出）★[24]
- 夢中さ、きみに。（2021年1月7日 - 2月5日、MBS、演出）★[25]
- 着飾る恋には理由があって（2021年4月20日 - 6月22日、演出）★[26]
- 最愛（2021年10月15日 - 12月17日、演出）★[27]
- 石子と羽男-そんなコトで訴えます?-（2022年7月15日 - 9月16日、演出）★
- 下剋上球児（2023年10月15日 - 12月17日、演出）★[28]
- 海に眠るダイヤモンド（2024年10月20日 - 12月22日、演出）★

### 映画
- コーヒーが冷めないうちに（2018年、監督）
- わたしの幸せな結婚（2023年、監督）[29]
- ラストマイル（2024年、監督）[30]
- 映画 グランメゾン★パリ（2024年、監督）[31]
- ファーストキス 1ST KISS（2025年、監督）[32]